# Armeria maritima subsp. halleri
Gazon d'Olympe
Sous-espèce
Classification phylogénétique
L'Arméria de Haller (Armeria maritima subsp. halleri) est une sous-espèce d’Armeria maritima, plante herbacée vivace de la famille des Plumbaginaceae.
Elle se rencontre sur les côtes exposées aux embruns marins (rochers, falaises et pelouses de bords de mer), friches industrielles, pelouses métallicoles en particulier ; la sous-espèce halleri peut résister à des concentrations toxiques de deux métaux lourds (jusqu'à 0,7 % de zinc et 0,15 % de plomb), ce qui en fait une plante bioindicatrice de présence de gisements de plomb ou de pollutions ou séquelles de guerre par le plomb (source de saturnisme pour l'Homme et pour l'animal). Très rare dans les terres intérieures ; elle est inscrite sur la liste rouge des plantes vasculaires en danger en Allemagne et dans certains départements de France. Certaines friches industrielles, notamment métallurgiques, ont été classées réserve naturelle, en raison de la résistance particulière de cette variété sur des sols possédant une concentration élevé en certains métalloïdes et métaux lourds. Elle est protégée par la BArtSchV en Allemagne. Elle se rencontre dans l'hémisphère Nord et Sud, et vivait dans certaines régions de l'Antarctique et du Groenland battus par les embruns.

## Description
C'est une plante basse à souche ramifiée, formant des coussinets, à feuilles linéaires, à fleurs roses en têtes denses, arrondies.

## Caractéristiques
- Organes reproducteurs :
  - Type d'inflorescence : cyme capituliforme
  - Répartition des sexes : hermaphrodite
  - Type de pollinisation : entomogame
  - Période de floraison : juin à août
- Graine :
  - Type de fruit : capsule
  - Mode de dissémination : épizoochore
- Habitat et répartition :
  - Habitat type : voir sous-espèces
  - Aire de répartition : atlantique

données d'après : Julve, Ph., 1998 ff. - Baseflor. Index botanique, écologique et chorologique de la flore de France. Version : 23 avril 2004.

## Statut
Cette plante est protégée dans le Nord-Pas-de-Calais